# Two Faced
Two Faced – utwór amerykańskiego zespołu muzycznego Linkin Park, będący czwartym i ostatnim singlem z ósmego albumu studyjnego zespołu, From Zero. Został opublikowany w sieci wraz z teledyskiem 13 listopada 2024 roku za pośrednictwem Warner Records.

## Opis i odbiór
Pod kątem muzycznym utwór „Two Faced” został przez branżowe media przyporządkowany do takich gatunków jak nu metal, rap metal i hard rock. Uznano go ponadto za nawiązujący do stylu i brzmienia obecnego na dwóch pierwszych albumach zespołu Linkin Park: Hybrid Theory oraz Meteora, a także za aranżacyjne odwołanie do debiutanckiego singla zespołu, „One Step Closer. Tekst „Two Faced” dotyczy mierzenia się ze złożonością zdrady, oszustwa i dwulicowości.
Maria Sherman z telewizji ABC News opisała utwór jako „jeden z najbardziej satysfakcjonujących momentów na albumie”.

## Teledysk
Teledysk do „Two Faced” wyreżyserował Joe Hahn, turntablista Linkin Park. Przez Alexa Harrisa z serwisu Neon Music został opisany następująco: „Jego akcja rozgrywa się w industrialnym, surrealistycznym środowisku, a zespół występuje w przestrzeni, która wydaje się być uciskająca, wzmacniając napięcie, które przewija się przez cały utwór. Ujęcia Armstrong i Shinody przeplatają się z połamanymi, kontrastowymi scenami, które wywołują niepokój zdrady”.

## Notowania na listach przebojów
Notowania tygodniowe
| Lista (2024)                                                   | Pozycja |
| -------------------------------------------------------------- | ------- |
| Austria (Ö3 Austria Top 40)                                    | 7       |
| Belgia (Ultratop 50 Flandria)                                  | 49      |
| Belgia (Ultratop 50 Walonia)                                   | 49      |
| Brazylia (Brasil Hot 100 (Billboard))                          | 55      |
| Czechy (Singles Digitál – Top 100)                             | 10      |
| Finlandia (Suomen virallinen lista)                            | 38      |
| Francja (SNEP)                                                 | 49      |
| Grecja (IFPI)                                                  | 22      |
| Holandia (Single Top 100)                                      | 51      |
| Irlandia (Top 100 Singles)                                     | 68      |
| Kanada (Billboard Canadian Hot 100 (Billboard))                | 57      |
| Litwa (Agata)                                                  | 43      |
| Luksemburg (Luxembourg Songs (Billboard))                      | 7       |
| Niemcy (Offizielle Deutsche Charts)                            | 5       |
| Nowa Zelandia (Recorded Music NZ)                              | 4       |
| Polska (OLiS)                                                  | 32      |
| Stany Zjednoczone (Bubbling Under Hot 100 Singles (Billboard)) | 7       |
| Stany Zjednoczone (Hot Hard Rock Songs (Billboard))            | 3       |
| Stany Zjednoczone (Hot Rock & Alternative Songs (Billboard))   | 14      |
| Szwajcaria (Singles Top 100)                                   | 6       |
| Szwecja (Sverigetopplistan)                                    | 73      |
| Świat (Billboard Global 200 (Billboard))                       | 29      |
| Węgry (Single Top 40 slágerlista)                              | 26      |
| Wielka Brytania (UK Singles Chart)                             | 22      |
| Włochy (FIMI)                                                  | 82      |